# 11500 Tomaiyowit
11500 Tomaiyowit este o planetă minoră (asteroid potențial periculos⁠(d)), cu un diametru de 0,738 km, din Asteroid Apollo. A fost descoperită pe 28 octombrie 1989 la Observatorul Palomar de Jean Mueller⁠(d). 
Obiectul prezintă o orbită caracterizată de o semiaxă mare de 1,0796456 UAi, o excentricitate de 0,35596155526684, o înclinație de 10,31053 ° în raport cu ecliptica.